# 호외

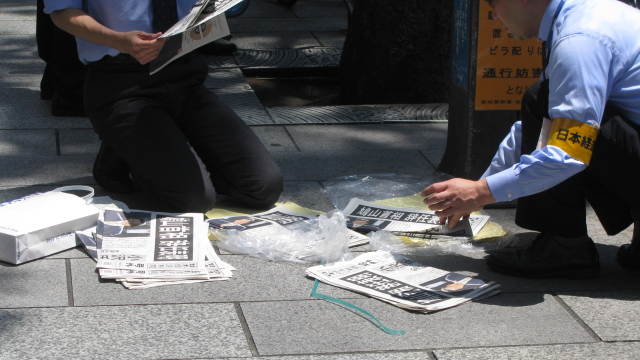
호외 배포 준비중인 모습 (2010년 6월 2일 하토야마 유키오 총리의 사의 표명시 호외)

호외(號外)는 돌발적인 사건, 사고, 재해, 스포츠 경기 결과 등 세간의 관심도가 높다고 판단되는 뉴스를 재빨리 전달하기 위해 거리에서 판매 또는 배포되는 신문이다. 그 특성상 발행은 부정기이다.
2000년대까지 발행하였으나, 2010년대 이후에는 스마트폰 발달 추세로 호외를 거의 발행하지 않았으나, 대한민국에서는 노무현 전 대통령 사망, 김대중 전 대통령 사망, 박근혜 대통령 탄핵 소추 가결, 박근혜 대통령 탄핵 선고, 2024년 대한민국 비상계엄 사건 등이 있을 때 호외를 발행한 사례가 있다. 그 외에도 여러 세계 뿐만 아니라 일본에서도 중대한 소식이 있을 때 호외를 발행하고 있다.

## 같이 보기
- 특종